# Лэмбо Филд
«Лэмбо Филд» (англ. Lambeau Field) — открытый футбольный стадион, расположенный в городе Грин-Бей, штат Висконсин, находящийся в северо-восточной части США, и являющийся домашним стадионом команды Национальной футбольной лиги «Грин-Бей Пэкерс» с 1957 года. В первые годы своего существования «Лэмбо Филд» был известен как Городской стадион, и заменил прежний Городской стадион у Восточной школы, также служивший для «Пэкерс» домашним полем. В августе 1965 года он был переименован в честь основателя, игрока и главного тренера Пэкерс, Эрла «Кёрли» Лэмбо, умершего двумя месяцами ранее.
В августе 1968 года адрес стадиона изменился на 1265 Ломбарди-авеню, после того как Хайленд-авеню была переименована в честь бывшего главного тренера команды Винса Ломбарди.
Игровое поле стадиона ориентированно по оси север-юг и находится на высоте 195 метров над уровнем моря (18 метров над уровнем озера Мичиган).
Последняя реконструкция стадиона летом 2013 года добавила 7000 дополнительных мест над южной зачётной зоной. Из них 5400 обычных мест и 1600 клубных мест или мест на открытой террасе. Трибуны «Лэмбо Филд» способны вместить 81441 зрителя, что делает стадион пятым по вместимости среди арен НФЛ.
«Лэмбо Филд» — старейший из непрерывно функционирующих стадионов НФЛ. Сезон 2007 года стал 51-м для «Пэкерс» на «Лэмбо Филд», тем самым был побит прежний рекорд НФЛ, принадлежавший «Чикаго Беарз», игравшим на «Ригли Филд» (1921—1970). (Несмотря на то что «Солджер Филд» в Чикаго старше, он не был домашним полем для «Беарз» с 1971 года). Среди всех профессиональных спортивных команд США дольше на домашнем стадионе выступают только «Бостон Ред Сокс» на «Фенуэй Парк» и «Чикаго Кабс» на Ригли Филд.

## История

### Пэкерс в поисках современной арены
Начиная с 1925 года, «Пэкерс» играли на «Сити Стэдиум», рассчитанном на 25000 мест, расположенном вблизи школы Ист в Грин-Бее. Однако уже к 1950-м годам стадион не удовлетворял запросам времени. Он почти полностью был построен из дерева. Помещения для раздевалок команд считались неадекватными даже в 1920-х годах, поэтому многие команды гостей одевались на игру в номерах отеля, где проживали. Помимо того, что расположение рядом со школой не позволяло расширить количество сидячих мест в южном направлении, так же расположение рядом с Ист-ривер не позволяло расширить стадион на восток. Официальные лица города Милуоки, расположенного на 190 км южнее, где «Пэкерс» играли часть из своих домашних игр, начиная с 1933 года, знали, что «Сити Стэдиум» совершенно не удовлетворяет стандартам НФЛ. Они построили «Милуоки Кантри Стэдиум» в 1953 году, в надежде, что «Пэкерс» переедут на юг окончательно. «Милуоки Кантри Стэдиум» изначально имел вдвое большую вместимость, чем «Сити Стэдиум».
Вскоре после открытия стадиона в Милуоки некоторые из владельцев НФЛ потребовали от «Пэкерс» переезда, в случае если у команды не будет нового стадиона в Грин-Бее. В августе 1955 года «Пэкерс» объявили о планировании нового стадиона в Грин-Бее, рассчитанного на 32000 мест. В апреле 1956 года 70,3 % выборщиков в Грин-Бее поддержали и одобрили план выпуска облигаций для финансирования нового стадиона. В 1956 году первоначальная цена проекта, вмещавшего 32500, равнялась $960000 (и была полностью выплачена в 1978).
Новый стадион был первым из современных стадионов, построенным специально для клуба НФЛ. На тот момент 11 команд НФЛ делили свои поля с командами Главной бейсбольной лиги или других совмещённых полях.
На данный момент стадион с трёх сторон окружён деревней Ашвабенон. Расположение было выбрано из-за идеального ландшафта имеющего форму чаши, а также неограниченного числа мест для парковки. Так же в Ашвабенон находятся открытые тренировочные поля названные в честь Кларка Хинкле и Рэя Ничке, центр Дона Хадсона, а также до 2003 года Зал славы «Пэкерс».
Новый стадион официально открылся на первой неделе сезона, 29 сентября 1957 года. «Пэкерс» одержали победу над «Беарз» со счётом 21:17 в присутствии 32123 зрителей. На церемонии открытия, проходившей в перерыве матча стадион был посвящён вице-президенту Ричарду Никсону, так же в церемонии принимала участие мисс Америка, Марилин Ван Дёрбер, комиссар НФЛ, Берт Белл и хозяин Чикаго Беарз, Джордж Халас.
Несмотря на то, что теперь «Пэкерс» имели современный стадион в Грин-Бее, они всё равно продолжали играть 2 или 3 домашних игры на «Милуоки Кантри Стэдиум». В 1995 году, впервые за 60 лет, «Пэкерс» смогли провести все домашние матчи на стадионе в Грин-Бее, это произошло из-за нескольких расширений «Лэмбо Филд». Бывшие обладатели сезонных абонементов из Милуоки получили «Золотой комплект», это билеты на 2 предсезонные игры и на игры 2-й и 5-й недели регулярного сезона. Обладатели сезонных билетов в Грин-Бее получили билеты на остальные домашние игры и это называется «Зелёным комплектом».

### Расширение, 1965—1995
Спрос на билеты на новом стадионе легко опережал предложение, тем более после того, как в 1959 году главным тренером «Пэкерс» стал Винс Ломбарди. В 1961 году, через четыре года после открытия стадиона, его вместимость была увеличена до 38669 мест.
С тех пор «Пэкерс» постоянно увеличивают количество посадочных мест. Чаша была расширена до 42327 мест в 1963, и до 50837 в 1965, в том же году южная сторона стадиона была закрыта трибуной. Далее, в 1970, трибуной была закрыта северная сторона стадиона и трибуны замкнулись в полный овал, вмещая 56263 зрителя. В 1980-х годах клуб планировал сделать стадион закрытым. Строительство 72 частных кабинок 1985 году, увеличило число мест до 56926, с добавлением в 1990 ещё 36 кабинок и 1920 месть в ложу, общая вместимость выросла до 59543 мест. $4.7 миллионный проект 1995 года добавил ещё 90 частных кабинок на северной стороне и расширил трибуны до 60890 мест.

### Реконструкция, 2001—2003

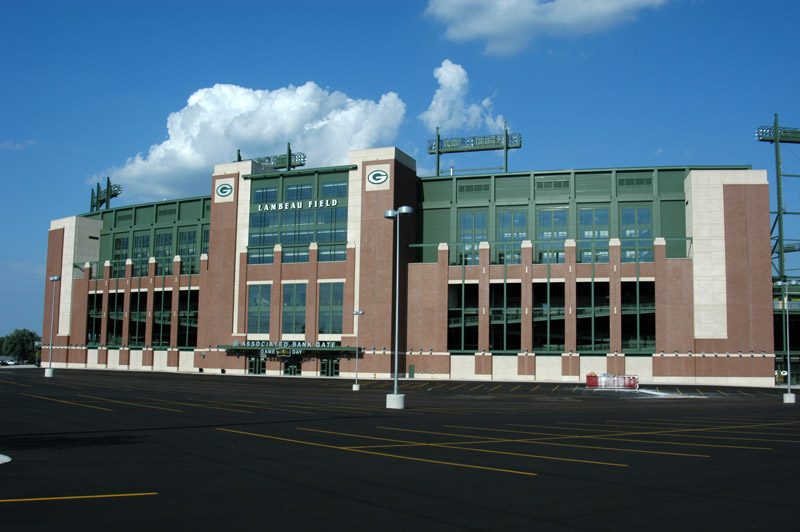
Западная сторона «Лэмбо Филд»

К концу 1999 года «Пэкерс» считали, что им необходима реконструкция стадиона, чтобы оставаться финансово конкурентоспособным в НФЛ. Вместо того, чтобы строить новый стадион, исполнительный директор Боб Харлан и президент Джон Джонс в январе 2000 года представили $295 миллионный план по реконструкции «Лэмбо Филд». Он должен был частично выплачиваться командой через продажу акций 1997—1998 годов, которая заработал более 20 миллионов долларов. Большая часть выручки должна была быть оплачена через налог с продаж в размере 0,5 % в округе Браун и лицензию на персональное место для владельцев абонементов. После того как их план получил одобрение Законодательного собрания штата Висконсин, он был ратифицирован избирателями округа Браун 12 сентября 2000 года на голосовании, с перевесом 53 % против 47 %. Строительство началось в начале 2001 года. Налог с продаж истёк 30 сентября 2015 года.

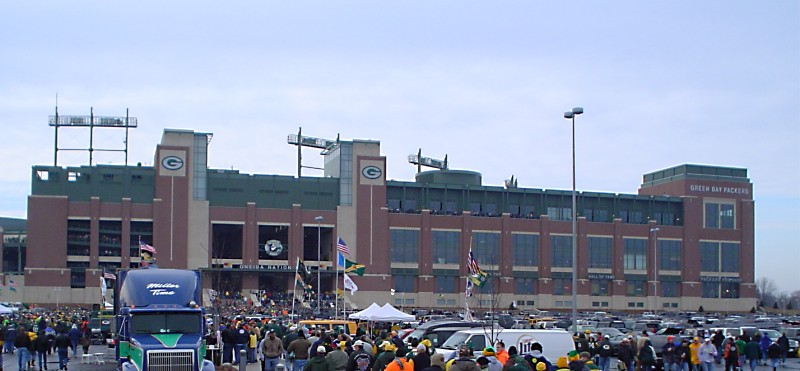
Реконструированный Лэмбо Филд в день игры

Массивный план реконструкции был разработан, чтобы обновить объекты, добавить больше мест премиум-класса и частных кабинок, но сохранить нетронутой чашу стадиона, а также сохранить игровое поле на естественной траве в «замороженной тундре». Проект был завершён к сезону 2003 года, доведя вместительность «Лэмбо Филд» до 72515 мест. Управление строительством проводила компания Turner Construction Sports, и оказалось, что это почти не повлияло на игры сезонов 2001 и 2002 годов.
Хотя с момента открытия вместимость «Лэмбо Филд» увеличилась более чем в два раза, спрос на билеты остаётся высоким. «Пэкерс» полностью продают все билеты на каждую игру, начиная с 1960 года. На данный момент, по меньшей мере 115000 человек находятся в списке ожидания (со среднем временем ожидания 30 лет). Полная распродажа билетов обеспечила трансляцию всех домашних игр «Пэкерс» в Грин-Бее и Милуоки. Трансляции начались в 1973 году (до этого местные телевизионные трансляции домашних игр были запрещены независимо от того, сколько билетов было продано); «Пэкерс» — одна из четырёх команд НФЛ (остальные — «Вашингтон Редскинз», «Денвер Бронкос» и «Питтсбург Стилерз»), у которых не было пропущенной трансляции домашней игры, с тех пор, как в 1973 году были введены правила блок аута трансляций домашних игр.
В сезоне 2007 года журнал Sports Illustrated присвоил «Лэмбо Филд» первое место среди НФЛ по атмосфере на стадионе во время игры.
В 2009 году Ассоциация менеджеров спортивных полей назвала поле на «Лэмбо Филд» лучшим в НФЛ.

### Реконструкция южной зоны 2012—2013
В 2010 году «Грин-Бей Пэкерс» объявили о планах установить новые табло высокого разрешения вместо своих текущих табло. Также было объявлено о планах создания новой звуковой системы. Позднее планы были расширены, включая добавление 7500 мест как внутри, так и снаружи, а также смотровые площадки и зоны отдыха. 5 мая 2011 года «Пэкерс» разослали онлайн-опрос 30000 владельцам абонементов, владельцам клубов и отдельным лицам в списке ожидания сезонных абонементов, рассчитывая получить отзывы от поклонников по нескольким концепциям, рассматриваемым для реконструкции южной зоны. 25 августа 2011 года были официально объявлены планы по добавлению 7500 новых мест на южной зоне. Дополнительные ряды кресел на открытом воздухе и один внутренний ряд. Сиденья имеют обогрев и способны растопить снег (эта концепция была проверена в небольших масштабах в течение зимы 2010 года), это требовалось для того, чтобы решить проблему по уборке снега с кресел, расположенных на верхней площадке. Уборка снега на трибунах внутри чаши организуется на добровольных началах с минимальной почасовой оплатой. (На уборку снега тоже существует очередь, добровольцы желающие попасть на работу должны прийти на стадион утром, намного раньше открытия стадиона)
Новая звуковая система была завершена к сезону 2011—2012. 25 августа 2011 года президент «Пэкерс» Марк Мерфи объявил, что расширение «Лэмбо Филд» будет оплачиваться командой, а не как это было ранее с помощью налогоплательщиков. После того, как строительство южной зоны было завершено летом 2013 года, «Лэмбо Филд» стал третьим по величине стадионом в НФЛ, с вместимостью 80750 человек. Дополнительная конструкция включала в себя две новые башни для северной и южной зон, экраны Mitsubishi Diamond Vision, а также террасу для просмотра игры с крыши сооружения на северной стороне, для обладателей клубных мест.
12 декабря 2012 года (в символический в День Аарона Роджерса) поле «Лэмбо Филд» было повреждено небольшим пожаром, когда строители резали металлическую балку на высоте четвёртого этажа. Искры из под диска упали в простенок и подожгли изоляционную пену. Пожар был не сильным и был быстро устранён. Ущерб причинённый пожаром оценивался в $5000 долларов.

### Обновление атриума 2013—2015
В 2013 году «Пэкерс» объявили о новом проекте реконструкции стоимостью в $140,5 млн для входа в атриум Лэмбо, который будет полностью профинансирован клубом, без государственного участия. Проект стартовал в марте 2013 года и был завершён в июне 2015 года.
«Пэкерс» удалили грунт между площадью Боба Харлана и Ломбарди-авеню, где теперь располагается подземный этаж атриума. Туда был перенесён фирменный магазин команды, в нём на западной стороне были установлены эскалаторы, ведущие в атриум и ко входу у ворот Миллера. Зал славы «Пэкерс» переместился на второй этаж атриума, где изначально находился Curly's Pub. Паб переместился на главный этаж, где ранее находится магазин. Этот проект реконструкции был назван «Фазой II», на первом этапе, ранее, были установлены дополнительные 7500 мест. Новая надстройка была сделана для того, чтобы фанаты могли быть ближе к Curly's Pub.
Сейчас в атриуме Лэмбо находится фирменный магазин «Пэкерс», Зал славы «Пэкерс», располагаются операторы экскурсий по «Лэмбо Филд» и ресторан 1919 Kitchen & Tap, заменивший Curly's Pub. Так же в атриуме проводятся специальные мероприятия, такие как встречи, свадьбы, приёмы и общественные собрания.
Зал славы «Грин-Бей Пэкерс» находится на первом уровне атриума. Зал славы — это независимое благотворительное объединение, которое способствует истории «Грин-Бей Пэкерс». С 1970 года в зал были включены 157 представителей команды, которые ежегодно привлекают более 170000 посетителей.
14 ноября 2014 года на восточной стороне стадиона была открыта 15 метровая копия «Ломбарди Трофи».

### Район Тайтлтаун 2015—2017
20 августа 2015 года «Грин-Бей Пэкерс» представили генеральный план района Тайтлтаун, который будет займёт площадь приблизительно 14 гектаров земли к западу от «Лэмбо Филд». У Тайтлтауна будут три основных арендатора: отель Lodge Kohler, построенный и управляемый компанией Kohler Co.; клиника спортивной медицины Беллин и ресторан и пивоварня Hinterland. Оставшиеся площади распределены между торговыми и жилыми комплексами. На данный момент работы по строительству района завершены. Тайтлтаун расширил туристическую программу Грин-Бея и принимает туристов круглый год.

### «Замёрзшая тундра»
«Лэмбо Филд» часто называют «замёрзшей тундрой», такое прозвище стадион получил после игры 31 декабря 1967 года между «Грин-Бей Пэкерс» и «Даллас Каубойз», также известной как «Айс Боул».
Матч проходил при температуре −26 °C и сильном ветре. Журналист Текс Мауле связал «Лэмбо Филд» с термином тундра в своей обзорной статье об игре в журнале Sports Illustrated.
Термин «замёрзшая тундра» использован Стивом Саболом для описания поля в документальном фильме об игре «Промёрзшее первенство». Перед сезоном 1967 года на поле была установлена подземная электрическая система отопления, но она не смогла противостоять холодному фронту, который прошёл через Грин-Бей. Хотя поле было покрыто в течение ночи, как только защита была снята вся поверхность поля почти сразу замёрзла.